# Adenstedt
Adenstedt is een dorp en voormalige gemeente in de Duitse deelstaat Nedersaksen. Het maakte deel uit van de Samtgemeinde Sibbesse in het Landkreis Hildesheim. Adenstedt werd per 1 november 2016 toegevoegd aan de gemeente Sibbesse. 

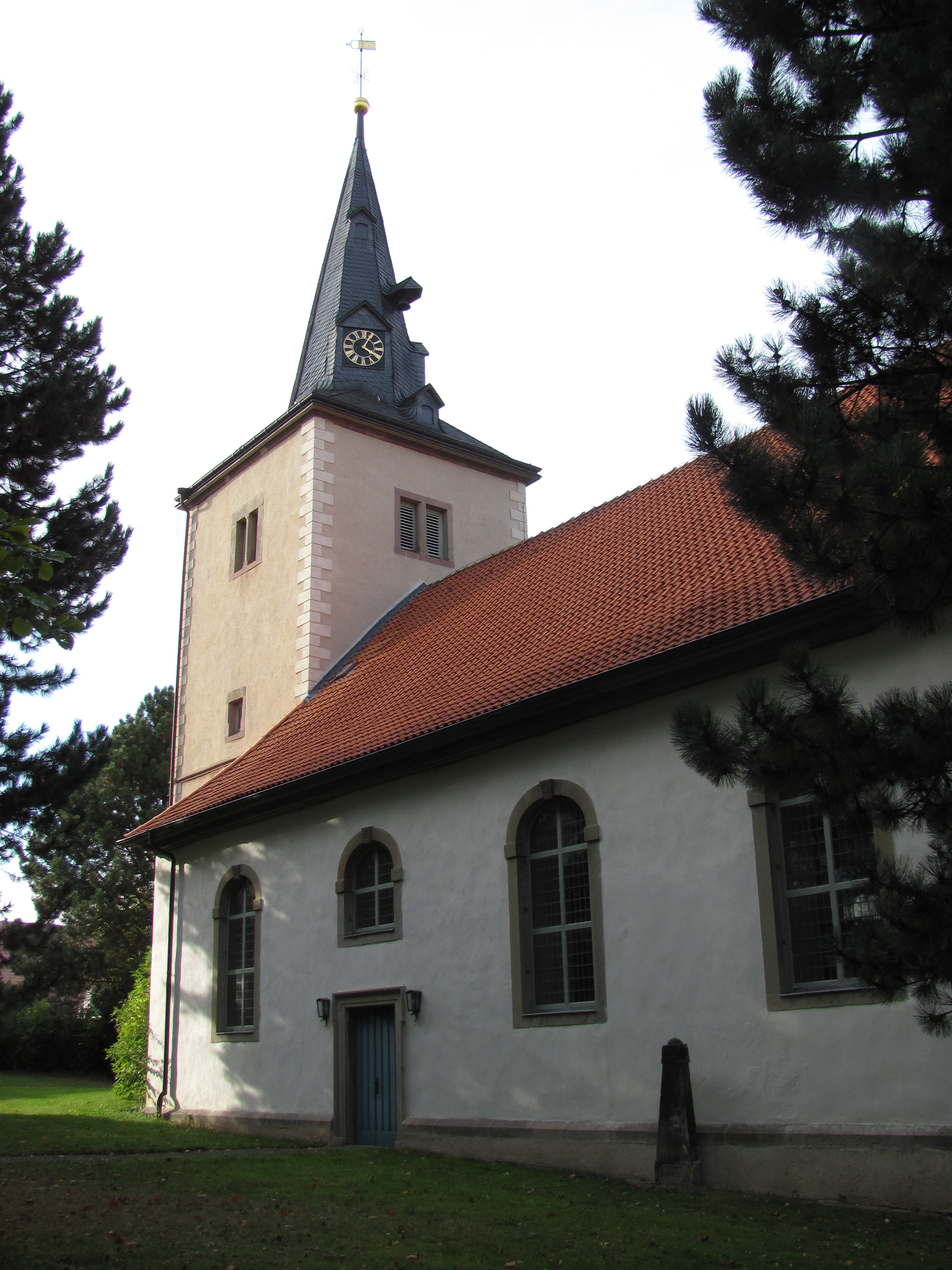
Lutherse kerk van Adenstedt

- Gemeinsame Normdatei: 7687041-8
- Virtual International Authority File: 239186525

Adenstedt ·
Alfeld (Leine) ·
Algermissen ·
Almstedt ·
Bad Salzdetfurth ·
Banteln ·
Betheln ·
Bockenem ·
Brüggen ·
Coppengrave ·
Despetal ·
Diekholzen ·
Duingen ·
Eberholzen ·
Eime ·
Elze ·
Everode ·
Freden (Leine) ·
Giesen ·
Gronau (Leine) ·
Harbarnsen ·
Harsum ·
Hildesheim ·
Holle ·
Hoyershausen ·
Lamspringe ·
Landwehr ·
Marienhagen ·
Neuhof ·
Nordstemmen ·
Rheden ·
Sarstedt ·
Schellerten ·
Sehlem ·
Sibbesse ·
Söhlde ·
Weenzen ·
Westfeld ·
Winzenburg ·
Woltershausen